# Ginástica artística nos Jogos Olímpicos de Verão de 2020 - Solo masculino
A competição do solo masculino da ginástica artística nos Jogos Olímpicos de Verão de 2020 ocorreu em 24 de julho e 1 de agosto de 2021 no Centro de Ginástica de Ariake, em Tóquio. Um total de 68 ginastas de 32 Comitês Olímpicos Nacionais (CON) participaram do evento após realizarem o exercício na qualificatória.
Artem Dolgopyat, de Israel, venceu o evento no desempate contra Rayderley Zapata, da Espanha; foi a primeira medalha olímpica de ambos. A vitória de Dolgopyat também foi a primeira medalha de Israel na ginástica artística. Xiao Ruoteng, da China, ganhou a medalha de bronze, sua terceira medalha em Tóquio 2020.

## Qualificação
Cada Comitê Olímpico Nacional (CON) poderia inscrever até seis ginastas: uma equipe de quatro e mais dois especialistas. As 12 equipes que se classificaram preencheram 48 vagas também para as competições individuais, sendo as três primeiras equipes do Campeonato Mundial de 2018 (China, Rússia e Japão) e as nove primeiras equipes (excluindo as já qualificadas) do Campeonato Mundial de 2019 (Ucrânia, Grã-Bretanha, Suíça, Estados Unidos, Taipé Chinês, Coreia do Sul, Brasil, Espanha e Alemanha).
As vagas restantes foram atribuídas individualmente. Cada ginasta poderia ganhar apenas uma vaga, sendo alguns dos eventos individuais abertos a ginastas de CONs com equipes qualificadas, enquanto outros não. Essas vagas foram preenchidas por meio de diversos critérios baseados no Campeonato Mundial de 2019, nas séries da Copa do Mundo, campeonatos continentais, país sede e convite da Comissão Tripartite. A pandemia COVID-19 atrasou muitos dos eventos de qualificação para a ginástica. Os Campeonatos Mundiais de 2018 e 2019 foram concluídos no prazo, mas muitos dos eventos da série da Copa do Mundo foram adiados para 2021.
Cada um dos ginastas participantes são elegíveis para a competição de solo, mas nem todos tentaram se classificar para a final durante a qualificatória (68 obtiveram pontuação no total).

## Formato
Os oito primeiros classificados na fase qualificatória (com limite de dois por CON) avançaram para a final do aparelho. Os finalistas realizaram um exercício adicional. As pontuações da qualificatória não são considerados, contando apenas as pontuações da final.

## Calendário
Horário local (UTC+9)
| Data        | Horário | Rodada         | Subdivisão   |
| ----------- | ------- | -------------- | ------------ |
| 24 de julho | 10:00   | Qualificatória | Subdivisão 1 |
| 24 de julho | 14:30   | Qualificatória | Subdivisão 2 |
| 24 de julho | 19:30   | Qualificatória | Subdivisão 3 |
| 1 de agosto | 17:00   | Final          | Final        |

## Medalhistas
| Ouro   | ISR Artem Dolgopyat  |
| Prata  | ESP Rayderley Zapata |
| Bronze | CHN Xiao Ruoteng     |

## Resultados

### Qualificatória
Os oito melhores ginastas na qualificatória se classificaram para a final. Como apenas dois ginastas por CON poderiam avançar, caso alguns deles estivessem entre os oito primeiros não estariam elegíveis para a final, com a vaga indo para o próximo ginasta na classificação.
| Pos. | Ginasta              | Nota D | Nota E | Pen.  | Total  | Notas |
| ---- | -------------------- | ------ | ------ | ----- | ------ | ----- |
| 1    | ISR Artem Dolgopyat  | 6.6    | 8.600  |       | 15.200 | Q     |
| 2    | ROC Nikita Nagornyy  | 6.2    | 8.866  |       | 15.066 | Q     |
| 3    | KOR Ryu Sung-hyun    | 6.9    | 8.166  |       | 15.066 | Q     |
| 4    | ESP Rayderley Zapata | 6.5    | 8.541  |       | 15.041 | Q     |
| 5    | KOR Kim Han-sol      | 6.5    | 8.400  |       | 14.900 | Q     |
| 6    | USA Yul Moldauer     | 5.8    | 9.066  |       | 14.866 | Q     |
| 7    | CHN Xiao Ruoteng     | 6.2    | 8.666  |       | 14.866 | Q     |
| 8    | KAZ Milad Karimi     | 6.4    | 8.366  |       | 14.766 | Q     |
| 9    | USA Shane Wiskus     | 6.0    | 8.733  |       | 14.733 | R1    |
| 10   | JPN Daiki Hashimoto  | 6.2    | 8.600  | 0.100 | 14.700 | R2    |
| 11   | JPN Takeru Kitazono  | 6.2    | 8.466  |       | 14.666 | R3    |

### Final
A final foi disputada em 1 de agosto de 2021, com os classificados realizando um exercício para a pontuação final.
| Pos.              | Ginasta              | Nota D | Nota E | Pen.  | Total  |
| ----------------- | -------------------- | ------ | ------ | ----- | ------ |
| Medalha de ouro   | ISR Artem Dolgopyat  | 6.6    | 8.433  | 0.100 | 14.933 |
| Medalha de prata  | ESP Rayderley Zapata | 6.5    | 8.433  |       | 14.933 |
| Medalha de bronze | CHN Xiao Ruoteng     | 6.2    | 8.566  |       | 14.766 |
| 4                 | KOR Ryu Sung-hyun    | 7.0    | 7.533  | 0.300 | 14.233 |
| 5                 | KAZ Milad Karimi     | 6.4    | 8.033  | 0.300 | 14.133 |
| 6                 | USA Yul Moldauer     | 5.4    | 8.133  |       | 13.533 |
| 7                 | ROC Nikita Nagornyy  | 6.4    | 6.966  | 0.300 | 13.066 |
| 8                 | KOR Kim Han-sol      | 6.3    | 6.766  |       | 13.066 |

Dolgopyat e Zapata terminaram com pontuações idênticas de 14.933 pontos. De acordo com o procedimento de desempate da FIG, ambos tiveram notas-E idênticas (8.433), mas Dolgopyat prevaleceu em sua nota-D mais alta (6.6 a 6.5). Nagornyy e Kim também empataram na pontuação total, mas Nagornyy ganhou a colocação mais alta devido a maior nota-E (6,966 a 6,766).